# Nordsjötjärnen (Nordmalings socken, Ångermanland)
Nordsjötjärnen är en sjö i Nordmalings kommun i Ångermanland och ingår i Lögdeälvens huvudavrinningsområde.